# Reislingen

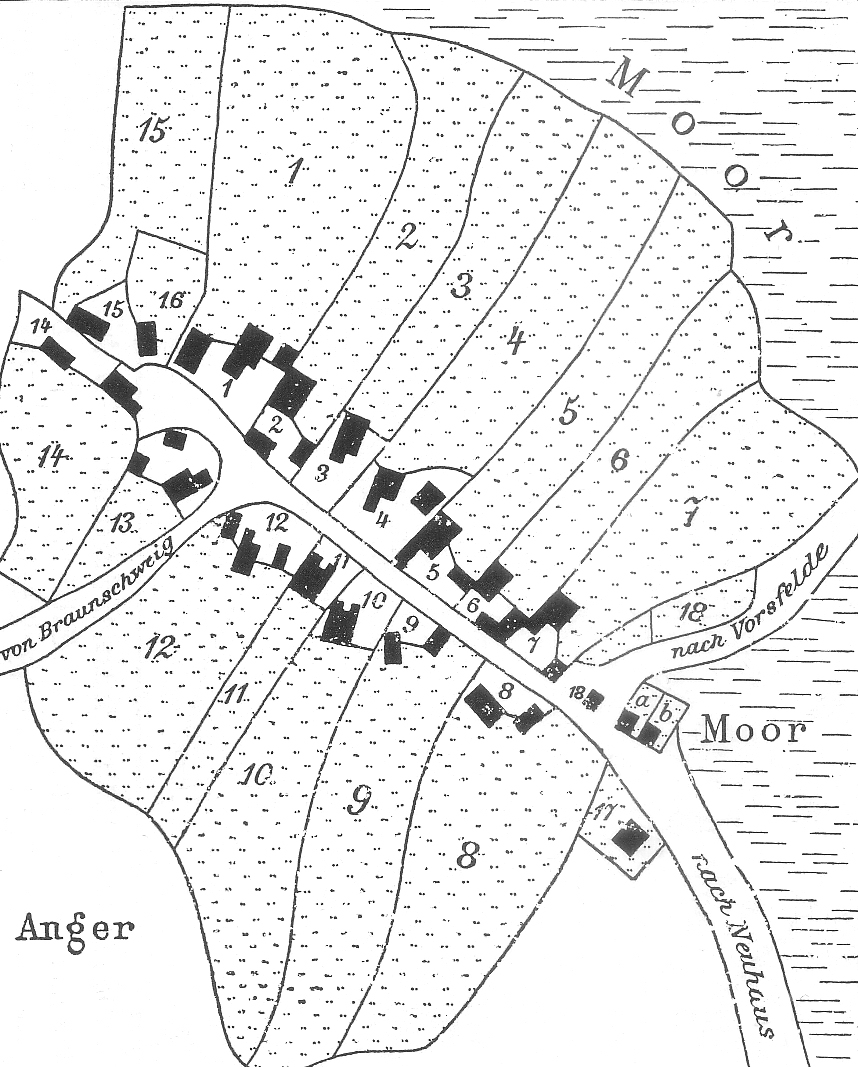
Grundstücksplan von Reislingen, 1758

Reislingen ist ein Stadtteil im Osten der Stadt Wolfsburg.

## Geografie
Reislingen liegt im Ostbraunschweigischen Flachland.
Der Stadtteil besteht aus verschiedenen Siedlungstypen, teilweise auch getrennt durch größere unbebaute Flächen. Es handelt sich um Alt-Reislingen, die Keimzelle Reislingens mit ehemaliger Dorfschule, Fachwerkhäusern und früheren Bauernhöfen. Ergänzt wird Alt-Reislingen durch neuere Gebiete wie Köterkamp (1980er Jahre) und Campo Mediterraneo (2000er Jahre). Weiter entfernt von Alt-Reislingen, direkt angrenzend an den Stadtteil Hellwinkel, befinden sich Reislingen-West (1950/70er Jahre) sowie das Gebiet Windberg (1980er Jahre). In den 1990er Jahren entstand das große Wohngebiet Reislingen Süd-West, das die Einwohnerzahl des Stadtteils vervielfacht hat. Hier gibt es ein Einkaufszentrum, zwei Kindertagesstätten, eine Grundschule sowie ein Bürgerzentrum der Stadt Wolfsburg. In den 2010er Jahren entstand westlich des alten Ortskerns das Neubaugebiet „Wiesengarten“.
Zu Reislingen gehören ein kleiner Teil des Bereichs Allerpark, wo sich der Stadtteil zum Aller-Urstromtal senkt, sowie Ausläufer des Gewerbegebiets Ost.

## Geschichte
1191 wurde die Ortschaft als Rizcielingen erwähnt. 1239 wurde der Ort als Reslinge urkundlich genannt. Der Ortsname ist aus der sehr alten Wortendung (Suffix) -lingi gebildet worden. Die ursprüngliche Dorfform war die eines wendischen Rundlings.
Im 16. Jahrhundert wurde in Reislingen die Reformation eingeführt.
In der Franzosenzeit gehörte Reislingen von 1807 bis 1813 zum Kanton Bahrdorf im Distrikt Helmstedt, im Departement der Oker des Königreiches Westphalen. Zuvor gehörte Reislingen zum 1742 gebildeten Amt Neuhaus im Fürstentum Braunschweig-Wolfenbüttel. In der ersten Hälfte des 19. Jahrhunderts kam Reislingen in den damals neu gegründeten Landkreis Helmstedt. Laut einem Siedlungsverzeichnis um 1850 bestanden zu dieser Zeit 21 Bauernhöfe.

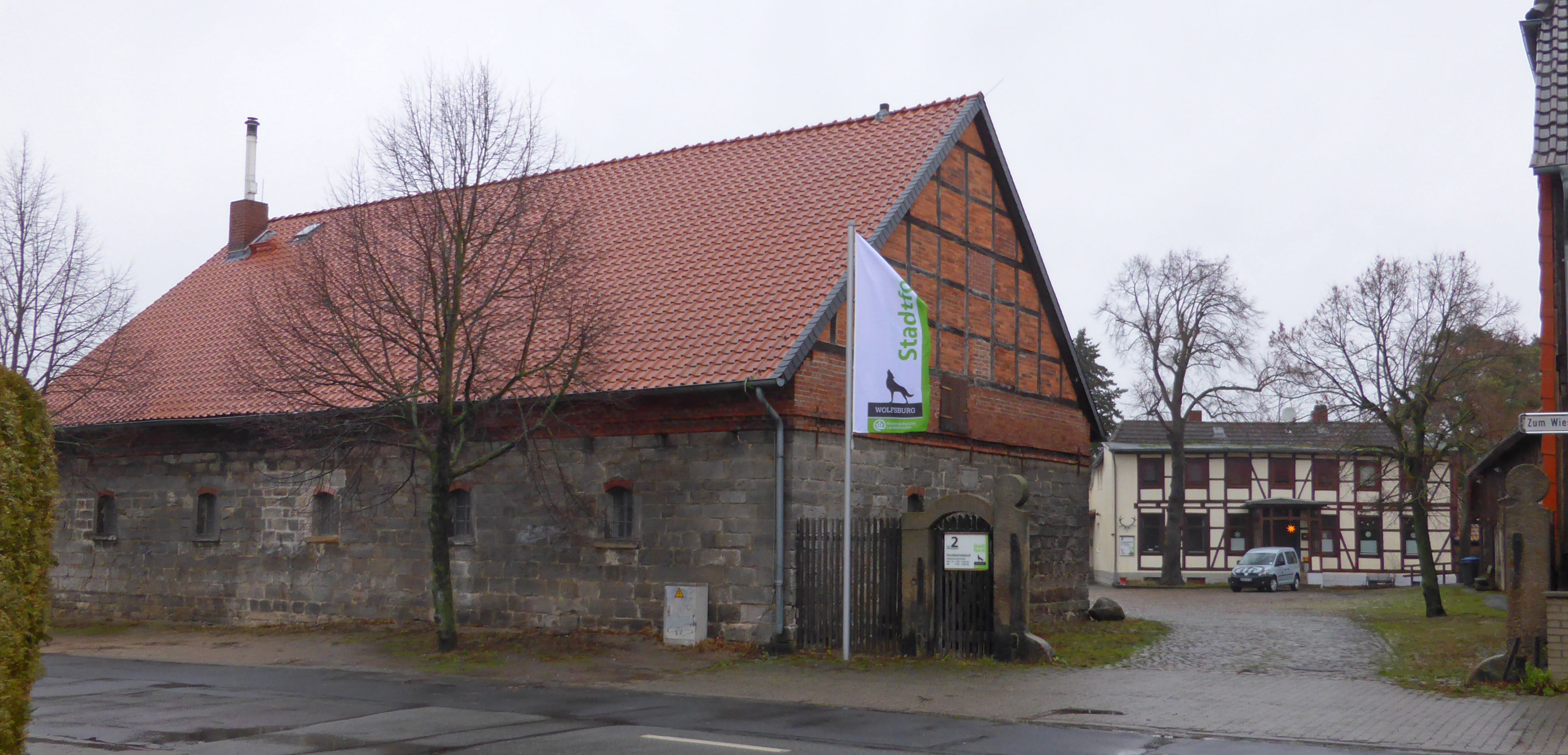
Margarethenhof

Der als Vorwerk zum Rittergut Nordsteimke gehörende Margarethenhof wurde in den 1930er Jahren von Elisabeth von der Schulenburg, der damaligen Besitzerin des Rittergutes, an Hubertus Rogalla von Bieberstein verkauft. Die Initialen G.v.d.S.N.-St. von 1868 sowie M.v.d.S.N.St. und E.v.d.S. von 1905 an Nebengebäuden des Hofes erinnern noch heute an die damaligen Besitzer des Margarethenhofs, Gebhard von der Schulenburg Nord-Steimke (1823–1897) sowie seinen Sohn Matthias von der Schulenburg Nord-Steimke (1861–1929) und dessen Ehefrau Elisabeth von der Schulenburg (1873–1953). Heute wird der Hof von der Stadt Wolfsburg als Forstbetriebshof genutzt.
Im Zuge der Errichtung des Volkswagenwerkes wurde am 2. August 1938 die Gemeinde Reislingen mit der 7. Verordnung über Wohnsiedlungsgebiete zum Wohnsiedlungsgebiet erklärt, was jedoch aufgrund des bald beginnenden Zweiten Weltkriegs und den damit verbundenen Einschränkungen im Wohnungsbau zunächst kaum praktische Bedeutung erlangte.
Infolge der Flucht und Vertreibung Deutscher aus Mittel- und Osteuropa von 1945 bis 1950 hatte sich die Einwohnerzahl von Reislingen von 408 (1939) auf 760 (1950) vergrößert, davon waren 1950 311 Heimatvertriebene. Durch die Nähe zum Volkswagenwerk Wolfsburg wuchs die Einwohnerzahl auch in den folgenden Jahrzehnten weiter erheblich an. In den 1950er Jahren entstand im Westen der Gemarkung Reislingen, an der damaligen Stadtgrenze von Wolfsburg, die Siedlung Reislingen-West, die in den 1970er Jahren eine Erweiterung erfuhr.

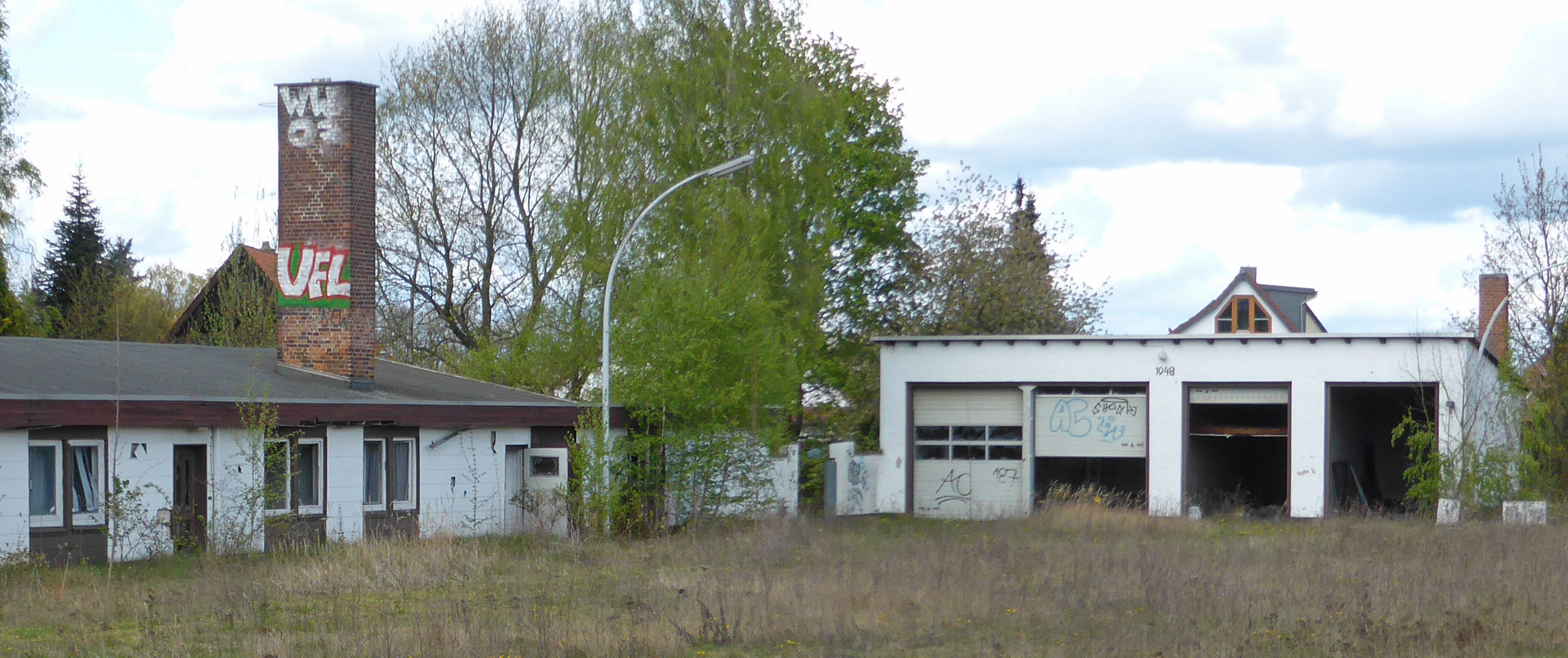
Teilansicht der ehemaligen Wolfsburger Teigwarenfabrik Driesen & Co vor ihrem Abriss (2017)

1947 wurde am westlichen Rand der Gemarkung der damaligen Gemeinde Reislingen, an der Grenze zur Stadt Wolfsburg, die Wolfsburger Teigwarenfabrik Driesen & Co erbaut. Später wurde auf deren Grundstück eine BP-Tankstelle betrieben, zuletzt eine Autovermietung. Nach dem 2018 erfolgten Abriss der alten Gebäude entstand in den 2020er Jahren eine so genannte Seniorenresidenz. Dieses Baugebiet trug zunächst die Bezeichnung Alte Nudelfabrik, inzwischen wird es Sandkruggärten genannt. Auf der gegenüberliegenden Straßenseite, jedoch schon zum Stadtteil Hellwinkel gehörend, steht noch heute das 1951 erbaute Wohn- und Bürohaus des damaligen Fabrikbesitzers Arnold Driesen.
Am 1. Juli 1972 wurde Reislingen, das aus dem Landkreis Helmstedt stammt, gemäß dem Wolfsburg-Gesetz in die Stadt Wolfsburg eingegliedert.
In den 1980er Jahren wurde gegenüber der Siedlung Reislingen-West das Neubaugebiet Windberg errichtet, in den 1990er Jahren folgte das große Wohngebiet Reislingen Süd-West. Am Nordostrand des Ortskerns entstand in den 2000er Jahren ein Neubaugebiet mit Wohnhäusern im Baustil des Mittelmeerraums, das Campo Mediterraneo. 2016 begann mit dem ersten Spatenstich die Errichtung des Baugebietes Wiesengarten, das sich westlich an das Altdorf anschließt.

### Einwohnerentwicklung
| Jahr      | 1539 | 1777 | 1803 | 1821 | 1849 | 1871 | 1905 | 1925 | 1933 | 1939 | 1950 | 1956 | 2005 | 2010 | 2015 | 2020 |
| --------- | ---- | ---- | ---- | ---- | ---- | ---- | ---- | ---- | ---- | ---- | ---- | ---- | ---- | ---- | ---- | ---- |
| Einwohner | 20   | 164  | 189  | 178  | 201  | 268  | 365  | 399  | 403  | 408  | 760  | 1136 | 6535 | 6245 | 6046 | 5996 |

## Religion

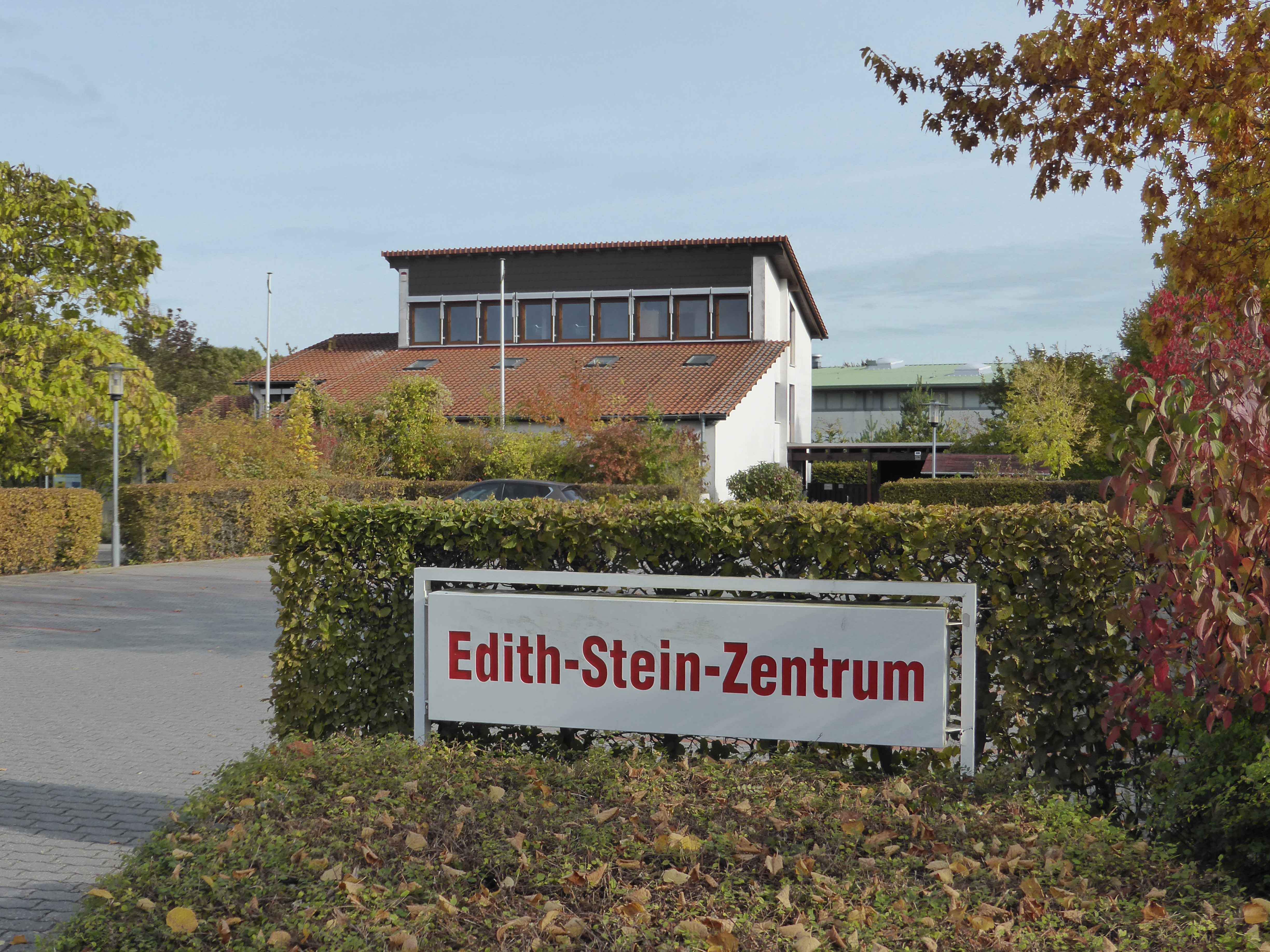
Edith-Stein-Zentrum (Teilansicht)

Mit der Reformation wurde Reislingen evangelisch-lutherisch geprägt. Die ev.-luth. Kirchengemeinde Reislingen-Neuhaus gehört zur Propstei Vorsfelde in der Evangelisch-lutherischen Landeskirche in Braunschweig.
Die Katholiken in Reislingen teilen sich auf zwei Pfarreien auf: Die Bewohner des historischen Ortskerns bis einschließlich des Köterkamps und des Campo Mediterraneo gehören zur Pfarrei St. Michael im Stadtteil Vorsfelde, während die Bewohner der Siedlungsgebiete Reislingen Süd-West, Reislingen-West, Wiesengarten und Windberg zur Pfarrei St. Christophorus mit der gleichnamigen Kirche im Stadtteil Schillerteich gehören. Seitens der Pfarrei St. Christophorus wurde 1994/95 im Neubaugebiet Reislingen Süd-West das Edith-Stein-Zentrum mit Gemeinderäumen, Kapelle und der heute noch in Betrieb befindlichen Kindertagesstätte errichtet.

## Politik

### Ortsrat
Politisch bildet Reislingen gemeinsam mit dem Stadtteil Neuhaus die Ortschaft Neuhaus-Reislingen. Der gemeinsame Ortsrat setzt sich aus 11 stimmberechtigten Mitgliedern zusammen. Im Ortsrat befinden sich zusätzlich 9 beratende Mitglieder.
Sitzverteilung:
- SPD: 5 Sitze
- CDU: 4 Sitze
- PUG: 2 Sitze

(Stand: Kommunalwahl 12. September 2021)

### Ortsbürgermeister
Der Ortsbürgermeister ist seit Mai 2025 Uwe Hackländer (PUG).

### Wappen
Das Wappen ist horizontal geteilt. Das obere Feld zeigt in Rot einen schreitenden, herschauenden, blau bewehrten und gezungten goldenen (gelben) Löwen. Der Löwe wurde aus dem Wappen des Herzogtums Braunschweig entlehnt, zu dem Reislingen jahrhundertelang gehörte. Im unteren, in Gold (Gelb) gehaltenen Feld, sind eine rote Rose inmitten zweier gekreuzter roter Ähren dargestellt. Die Rose erinnert an Ritter Friedrich von Esebeck, der 1239 dem Herzog Otto dem Kinde Reislingen zu Lehen auftrug. Im Stammwappen derer von Esebeck sind drei Rosen abgebildet. Die beiden Ähren stehen für die Landwirtschaft und den Getreidehandel, der in Reislingen einst bedeutend war.
Am 25. Mai 1978 stimmte der Ortsrat für den Entwurf des stellvertretenden Ortsbürgermeisters und Heimatforschers Hermann Achilles (1926–1987), der realisiert wurde. Ein zweiter Entwurf, der nicht zur Ausführung kam, stellte die gleichen geschichtlichen Anknüpfungspunkte dar. Er zeigte in Rot drei aus einer goldenen Rose wachsende goldene Ähren.

## Kultur und Sehenswürdigkeiten

### Theater
Das Holzbanktheater bestand von 2009 bis 2024 im ehemaligen Gasthaus Zum Dorfkrug. Zunächst standen Holzbänke für die Zuschauer bereit, nach denen das Theater benannt wurde. Später wurden diese durch Polsterstühle ersetzt.

### Musik
Der „Gemischte Chor Reislingen von 1873 e. V.“ pflegt den Chorgesang und gibt Konzerte.

### Bauwerke

#### Kirche

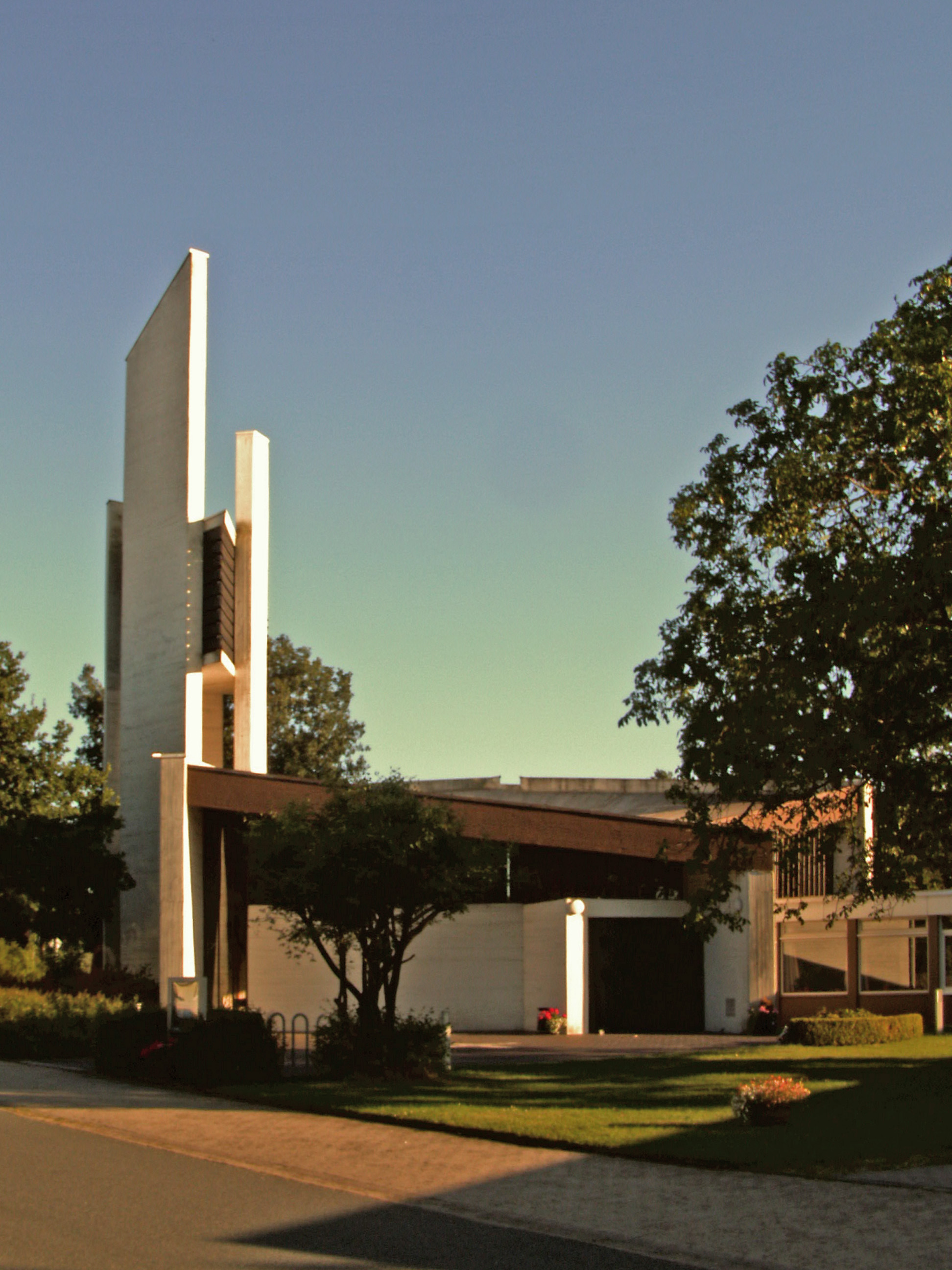
St.-Markus-Kirche (2012)

Die einzige Kirche in Reislingen ist die St.-Markus-Kirche. Sie wurde nach Plänen der Architekten Friedrich Berndt, Kirchenbaurat der Evangelisch-lutherischen Landeskirche in Braunschweig, und Werner Benecken erbaut. 1963 erfolgte ihre Grundsteinlegung, am 22. April 1965 folgte ihre Einweihung durch Landesbischof Martin Erdmann. Zuvor gehörten die evangelisch-lutherischen Einwohner Reislingens zur St.-Petrus-Kirche in Vorsfelde.
Der Kirchturm hat eine Höhe von 22,7 Meter, das Kreuz auf dem Turm wurde erst 2016 zugefügt. Im Turm hängen drei Kirchenglocken, die 1964 von der Glockengießerei Bachert gegossen wurden. An den Eingangstüren zeigen zwölf Reliefplastiken Szenen aus der Bibel, sie sind ein Werk des Künstlers Siegfried Zimmermann. Die Altarrückwand zeigt Darstellungen zum Kapitel 22 der Offenbarung des Johannes. Im Zentrum steht das Lamm Gottes, von dem Ströme lebendigen Wassers ausgehen. Um das Lamm herum sind die vier Evangelistensymbole angeordnet: Ein Mensch versinnbildlicht Matthäus, der Löwe Markus, der Stier Lukas und der Adler Johannes. Die Orgel wurde 1965 von Hans-Heinrich Blöß aus Oker erbaut, das Schleifladen-Instrument hat 12 Register auf zwei Manualwerken und Pedal.

#### Profanbauten
Im historischen Ortskern von Reislingen sind einige Fachwerkgebäude, darunter Wohnhäuser und landwirtschaftliche Gebäude, erhalten geblieben. Darüber hinaus sind dort die ehemalige Dorfschule und das Kriegerdenkmal zu finden.
Als Baudenkmale sind im Denkmalatlas Niedersachsen die Wohnhäuser „Hauptstraße 36“, „Kantor-Wurm-Straße 5“ und „Zum Wiesengarten 4“ sowie die Scheune „Zum Wiesengarten 2“, ein in der Straßenflucht gelegener Bruchsteinbau, der laut Inschrift 1868 von Gebhard von der Schulenburg Nord-Steimke erbaut wurde, und der Stall „Sandkrug 1“ verzeichnet.

### Grünflächen und Naherholung

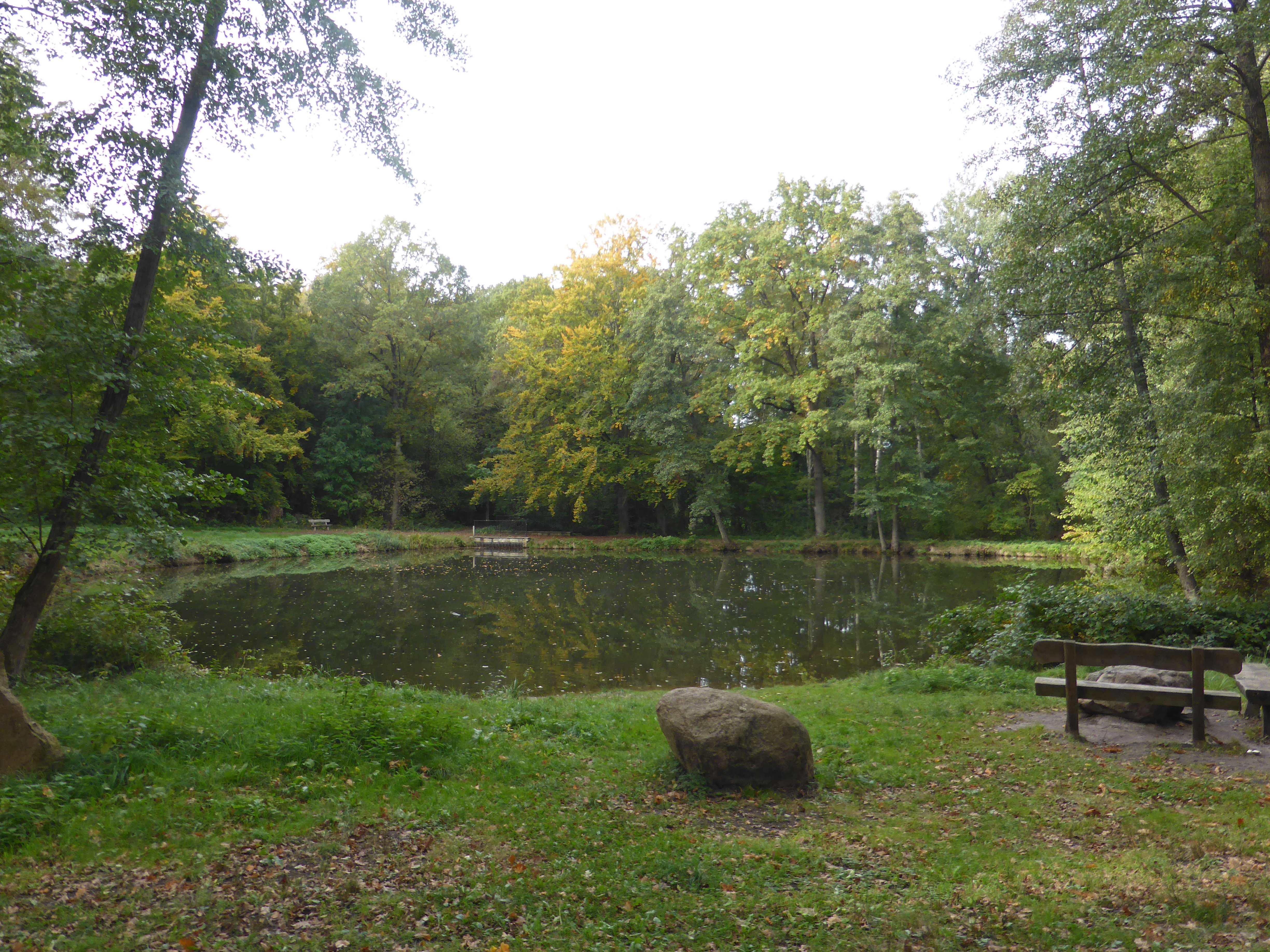
Bötzelteich

Die Herzog-Ernst-August-Eiche, 1914 anlässlich der Geburt von Ernst August von Hannover an der Schule gepflanzt, ist als Naturdenkmal ausgewiesen.
Inmitten von Reislingen liegt der Bötzel, ein kleines Waldgebiet mit dem Bötzelteich. Darüber hinaus laden auch die gepflegten Grünanlagen rund um die Wohngebiete Reislingen Süd-West und Windberg zum Spaziergang ein.
Die Kleingartenanlage Schillerteich gehört dem „Kleingärtnerverein Schillerteich e. V.“ Der Verein wurde bereits 1943 in der damaligen Stadt des KdF-Wagens, dem heutigen Wolfsburg, gegründet. Er hatte seine Gartenanlage zunächst in der Nähe des Großen Schillerteiches. Da das Gartenland in den 1950er Jahren für den Stadtaufbau benötigt wurde, legte der Verein ab 1955 die heutige Gartenanlage am damaligen östlichen Stadtrand von Wolfsburg neben der Siedlung Reislingen-West an. Ebenfalls 1955 verlegte der 1950 gegründete „Kleingärtnerverein Ernteglück e. V.“ seine im Westen Wolfsburgs gelegene Kleingartenanlage an den Westrand Reislingens.

### Sport

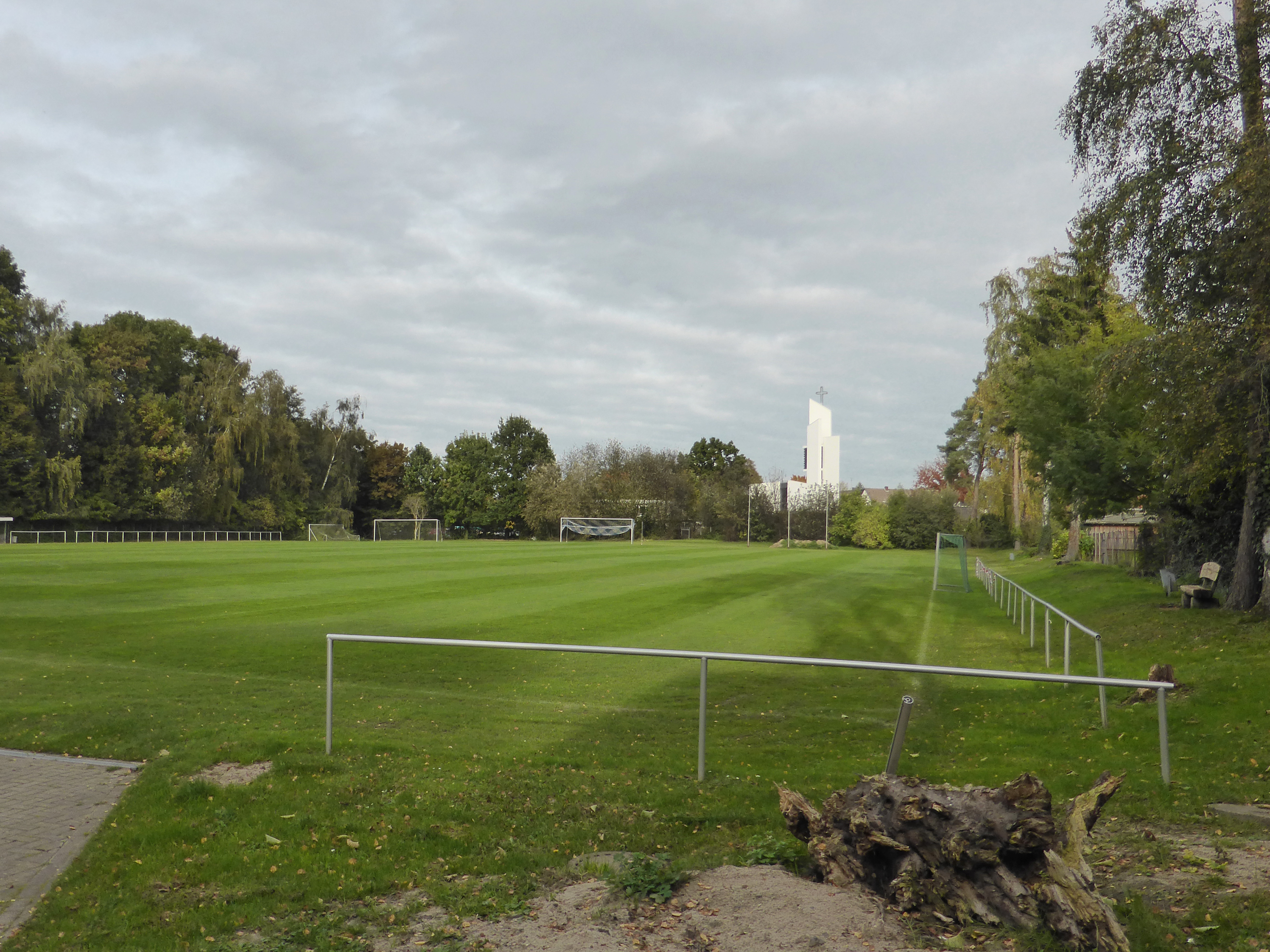
Sportplatz, im Hintergrund die St.-Markus-Kirche

Der Sportverein „FC Reislingen von 1936 e. V.“ nutzt außer dem Sportplatz in Reislingen auch die benachbarte Mehrzweckhalle, die Sporthalle an der Käferschule sowie den Sportplatz im Stadtteil Neuhaus. Im Verein werden verschiedene Sportdisziplinen ausgeübt: Badminton, Darts, Fußball, Gymnastik, Inlinehockey, Inlineskaten, Kinderturnen, Rehabilitationssport und Tanzsport.
Auch im 1977 gegründeten „SV Reislingen-Neuhaus“ wird Fußball gespielt.
Im „Bowling- und Kegelcenter Reislingen“ können Bowling und Kegeln ausgeübt werden. Als Kegelbahnen stehen Bohlebahnen, Classicbahnen und Scherenbahnen zur Verfügung. Hier hat auch der bereits 1947 gegründete „Keglerverein Wolfsburg und Umgebung e. V.“ seinen Sitz. Im Bowling- und Kegelcenter wird auch ein Restaurant mit Griechischer Küche betrieben, daneben seit 2014 eine Spielstätte für Escape Game und Laser Tag.
Die Tennisplätze werden durch den „TV Jahn Wolfsburg e. V.“ betrieben. 1976 wurden die ersten Tennisplätze in Reislingen angelegt, 1977 folgte der Bau der Tennishalle.
Die bereits 1899 gegründete „Kyffhäuser-Kameradschaft Reislingen-Neuhaus“ widmet sich dem Sportschießen.

## Wirtschaft und Infrastruktur

### Unternehmen

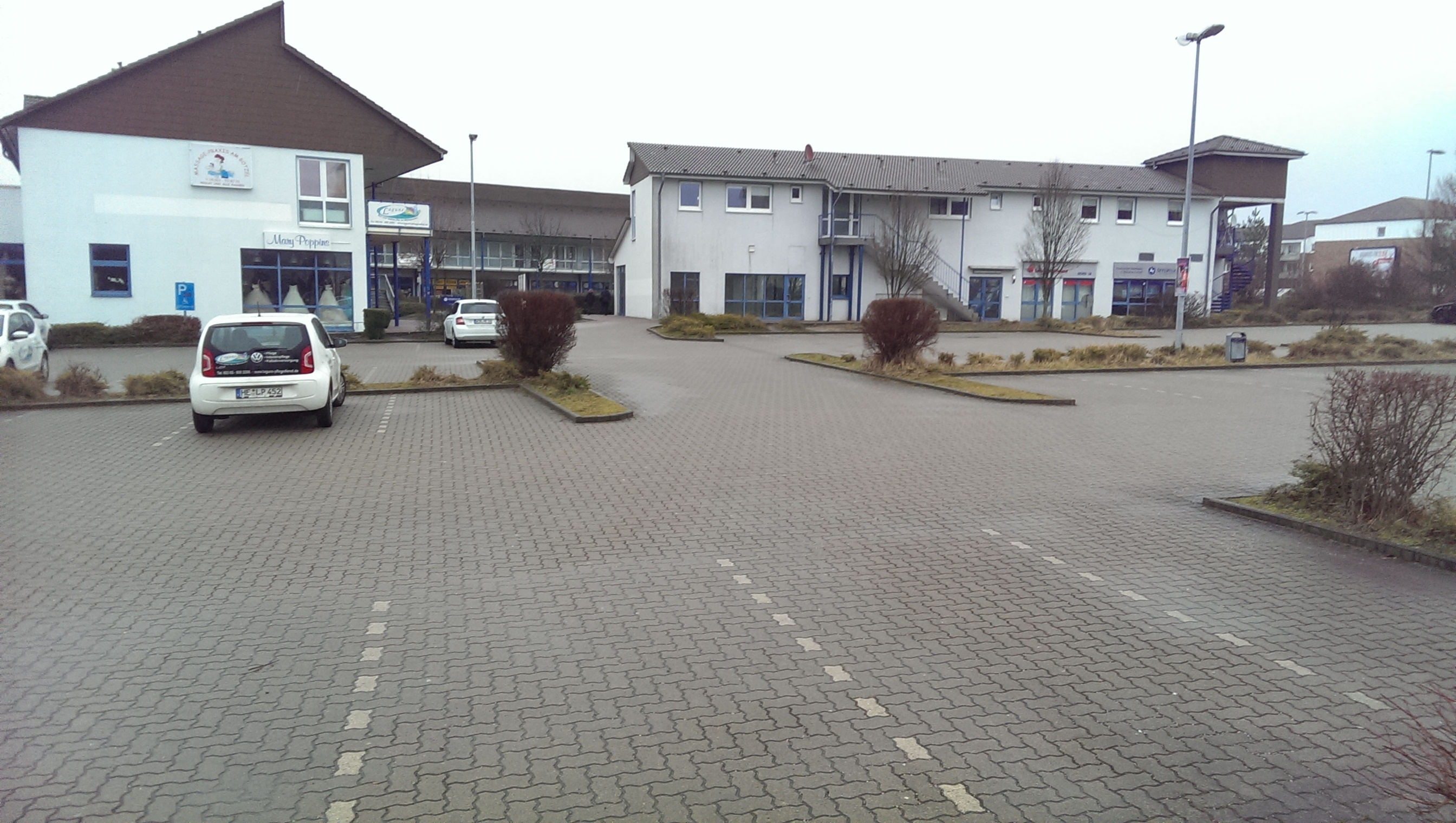
Einkaufszentrum Reislingen Süd-West

Die Einzelhandelsgeschäfte sind überwiegend im Einkaufszentrum im Wohngebiet Reislingen Süd-West angesiedelt, auch eine Apotheke ist dort zu finden. Die Einzelhandelsgeschäfte im alten Ortskern, die Bäckereien Buhse und Kowalewski, die Fleischerei Bebenroth, die Lebensmittelgeschäfte und die Zweigstelle der Volksbank Vorsfelde eG wurden geschlossen.
Die Poststelle I („Reislingen“, später „Wolfsburg 22“), die dem Postamt Vorsfelde zugeordnet war, wurde geschlossen, ebenso die später im Einkaufszentrum eingerichtete Postagentur. Die nächstliegenden Filialen der Deutsche Post AG befinden sich heute in Nordsteimke und Vorsfelde.
In Reislingen sind auch eine Tankstelle mit einer Waschanlage sowie mehrere Handwerksbetriebe ansässig.
Das Gasthaus Wilhein, heute die älteste Gaststätte in Reislingen, befindet sich seit 1930 in Familienbesitz. Die beiden anderen Gaststätten im alten Ortskern, Zum Dorfkrug und Zum Broyhan, wurden geschlossen. Ein Restaurant befindet sich an der Kegelsporthalle, eine Imbissstube im Einkaufszentrum.

### Öffentliche Einrichtungen

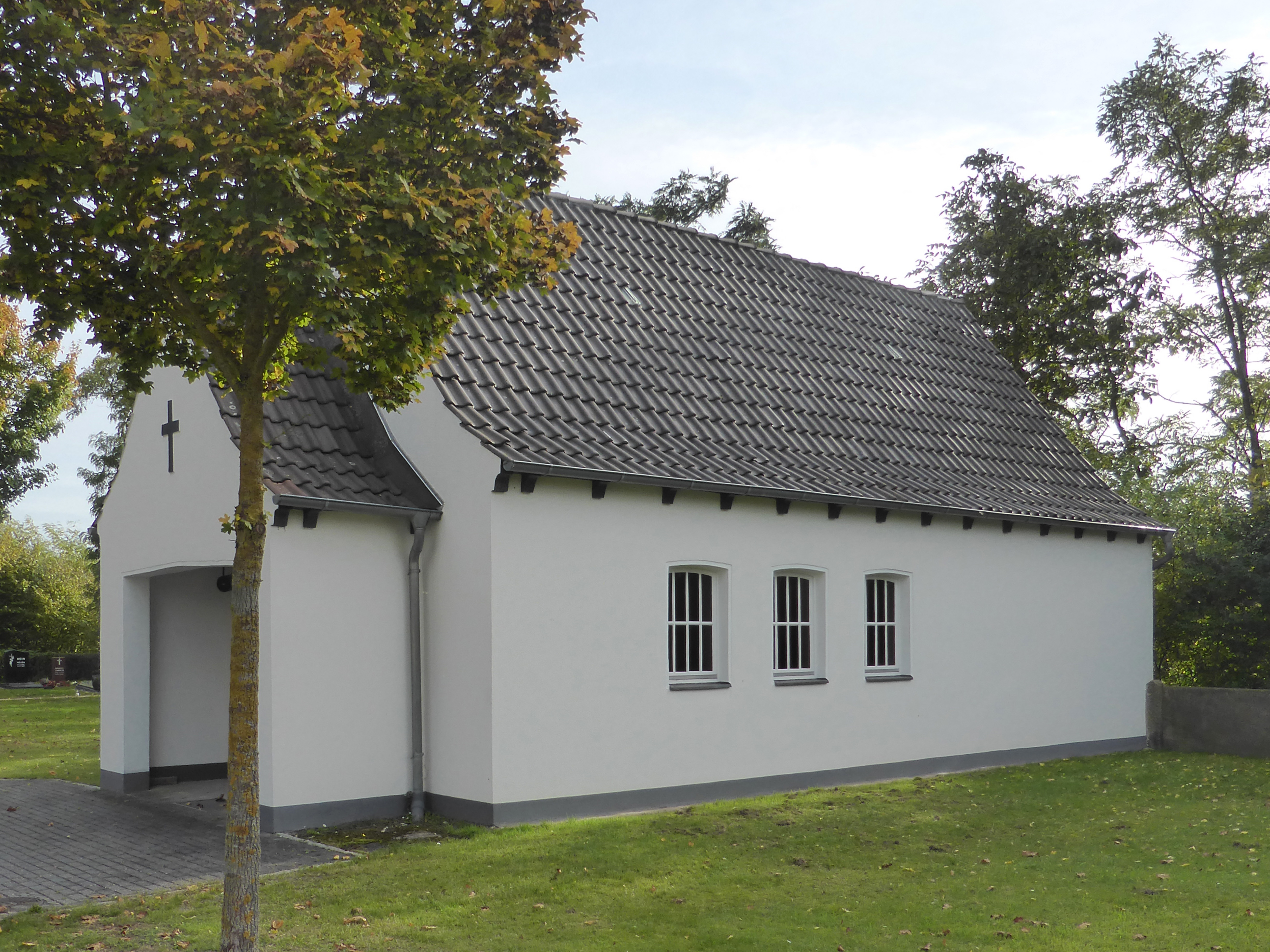
Friedhofskapelle

Im Ortskern von Reislingen bestehen eine Sprechstelle der Stadt Wolfsburg, das Feuerwehrhaus, sowie der Friedhof mit einer Kapelle. An der Kirche ist ein öffentlicher Bücherschrank zu finden.
Die Mehrzweckhalle am Bötzel soll abgerissen und durch einen Neubau ersetzt werden, mit dessen Errichtung 2020 begonnen wurde (Stand 2021).
Die Haltestelle für die Fahrbibliothek wurde vom Ortskern in das Wohngebiet Reislingen Süd-West verlegt, wo sich auch das von der Stadt Wolfsburg unterhaltene Bürgerzentrum befindet. Das Bürgerzentrum bietet Angebote für Kinder, Jugendliche und Erwachsene, außerhalb der Gruppenangebote kann der Saal des Bürgerzentrums für private Veranstaltungen gemietet werden.
Für Kinder stehen an mehreren Standorten Spielplätze zur Verfügung.

### Bildung

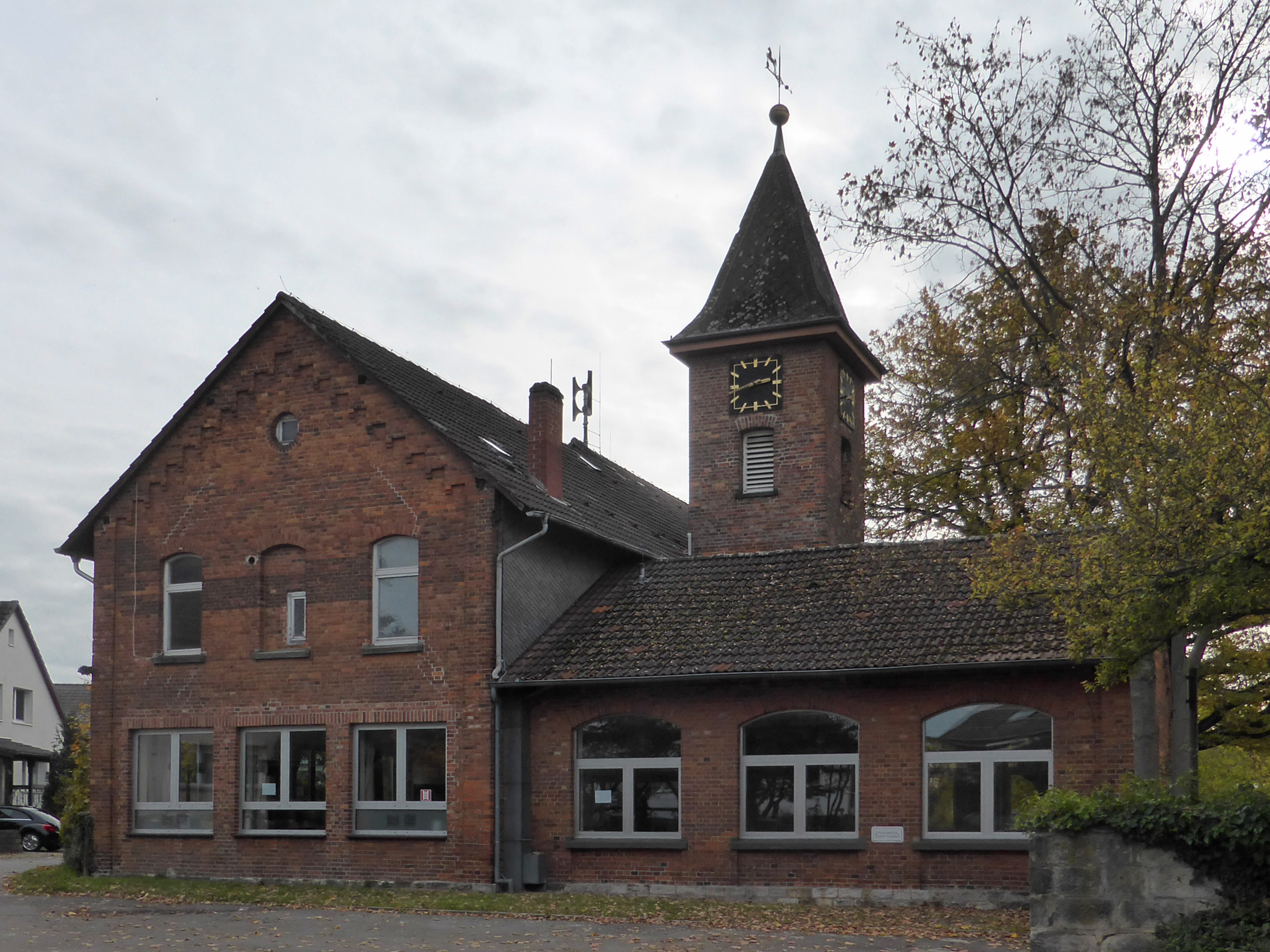
Ehemalige Volksschule

Bereits in einer Dorfbeschreibung aus dem Jahr 1803 wird eine Schule erwähnt.
Heute bietet Reislingen zwei Kindertagesstätten, die sich beide im Wohngebiet Reislingen Süd-West befinden:
Die Kindertagesstätte Edith Stein liegt neben der Käferschule, wenige Meter vom Bötzelwald entfernt. Träger der Kita ist der Gesamtverband der katholischen Kirchengemeinden in Wolfsburg. Die Einrichtung war zum Zeitpunkt ihrer Eröffnung am 2. Mai 1995 eine der ersten öffentlichen Einrichtungen im damaligen Neubaugebiet Reislingen Süd-West. Sie wurde nach der Karmelitin Edith Stein benannt und verfügt über eine Hauskapelle, die in der Anfangszeit auch für Heilige Messen der Pfarrei St. Christophorus genutzt wurde.
Die Kindertagesstätte St. Markus Pusteblume liegt direkt am Bötzelwald. Die im August 1996 eröffnete Einrichtung liegt heute in der Trägerschaft des Ev.-luth. Propsteiverbandes Braunschweiger Land.
Ebenfalls im Wohngebiet Reislingen Süd-West befindet sich die Käferschule, eine seit dem 1. August 1996 bestehende Grundschule. Sie betreibt einen weiteren Schulstandort im Stadtteil Neuhaus. Eltern der Schulkinder können die Schule im „Förderverein der Käferschule Reislingen e. V.“ unterstützen.
Die ehemalige Volksschule im Ortskern wurde zwischenzeitlich als Außenstelle der Volkshochschule Wolfsburg genutzt und steht zurzeit leer.

### Verkehr

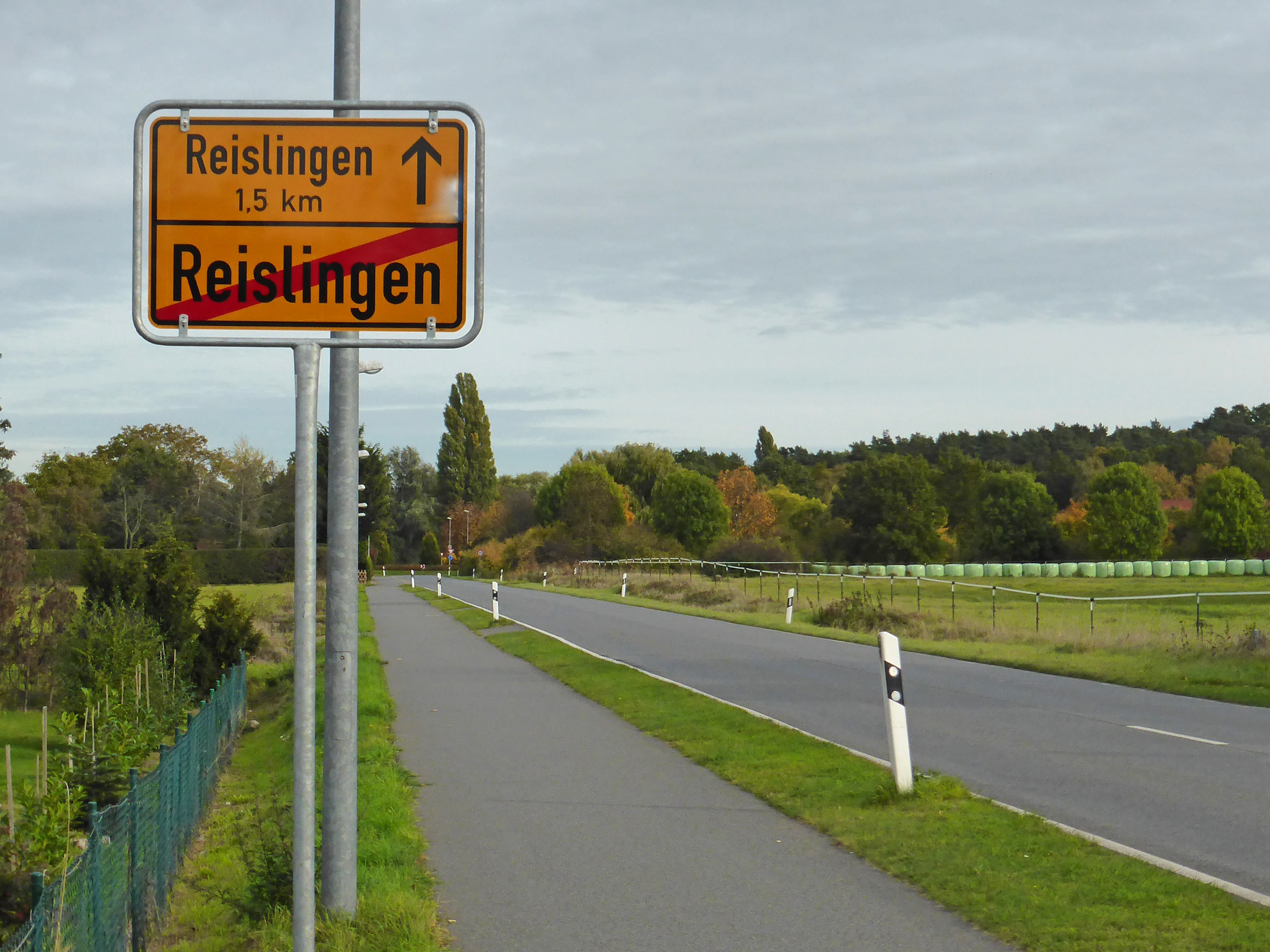
Sandkrugstraße zwischen Reislingen-West und dem Ortskern von Reislingen

Am Ostrand von Reislingen führt die Landesstraße 290 vorbei, die an der Bundesstraße 244 in Rühen beginnt und über Vorsfelde, Reislingen und Hehlingen nach Königslutter am Elm führt, und weiter durch den Elm und Schöppenstedt verläuft, bis sie in Mattierzoll im Landkreis Wolfenbüttel an der Bundesstraße 79 endet. Im Bereich von Reislingen trägt sie die Bezeichnung Zollstraße.
Die Kreisstraße 2 verläuft von Reislingen in westlicher Richtung bis zum Berliner Ring im Stadtteil Hellwinkel, nahe dem Großen Schillerteich, und in östlicher Richtung über Neuhaus in den Landkreis Helmstedt, wo sie als Kreisstraße 60 über Danndorf bis nach Grafhorst führt. Im Bereich von Reislingen und Neuhaus trägt sie die Bezeichnung Sandkrugstraße.
Die stark befahrene Kreuzung der Straßen Sandkrugstraße und Zollstraße wird umgangssprachlich auch als Sandkrugkreuzung bezeichnet. An dieser Kreuzung befanden sich einst die Zollstelle des Amtes Neuhaus mit dem Gasthof Sandkrug.
Außer der Sandkrugstraße und der Zollstraße sind alle Straßen in Reislingen im Bereich der Wohngebiete als Tempo-30-Zonen ausgewiesen.
1993 wurden im Rahmen der Umstellung auf fünfstellige Postleitzahlen viele Straßen im Ortskern umbenannt, da deren Namen nach der 1972 erfolgten Eingemeindung mehrerer Dörfer nach Wolfsburg mehrfach vorhanden waren: Die Bergstraße in Auf dem Kley, die Breslauer Straße in Steinstücken, die Gartenstraße in Zum Hausberg, die Straße Grüner Jäger in Kronekenberg, die Straße Im Winkel in Korntweete, die Mühlenstraße in An der Klappermühle, die Ringstraße in Am Kiesberg, die Schulstraße in Kantor-Wurm-Straße, die Vorsfelder Straße in Zollstraße, der Wiesenweg in Zum Wiesengarten und die Wolfsburger Straße in Sandkrugstraße. Die Straßennamen Auf dem Kley, Korntweete, Kronekenberg und Steinstücken basieren auf historischen Flurnamen. Die Kantor-Wurm-Straße ist nach dem Kantor Hermann Wurm benannt, der von 1877 bis 1923 Leiter der Schule in Reislingen war. Die Sandkrugstraße und die Zollstraße erinnern an die ehemalige Zollstelle des Amtes Neuhaus, die bis 1831 bestand, und den dort 1692 eingerichteten Gasthof Sandkrug, der ebenfalls inzwischen geschlossen wurde. Der Straßenname An der Klappermühle bezieht sich auf die ehemalige Bockwindmühle auf dem Klapperberg, die 1809 hinter dem Sandkrug erbaut worden war.
Eine Buslinie der Wolfsburger Verkehrs GmbH führt von Vorsfelde über Reislingen in die Stadtmitte, und weiter über Fallersleben bis nach Sülfeld. Eine weitere Buslinie führt von Neuhaus über Reislingen ebenfalls in die Stadtmitte, und weiter über Fallersleben und Ehmen bis nach Mörse. Eine Buslinie fährt im Berufsverkehr in das Volkswagenwerk Wolfsburg.
Der nächste Autobahnanschluss ist „Wolfsburg-West“ der Bundesautobahn 39 in rund acht Kilometer Entfernung.
Reislingen war nie an das Schienennetz angeschlossen. 1871 wurde im benachbarten Vorsfelde ein Bahnhof eröffnet, wobei jedoch der Personenverkehr 1978, und der Güterverkehr 1991 wieder eingestellt wurden. Der nächstliegende Bahnhof ist heute Wolfsburg Hauptbahnhof in rund vier Kilometer Entfernung.

## Trivia
Kurioserweise heißt ein geschlossenes Wohngebiet in Reislingen Reislingen Süd-West, obwohl es nicht im Südwesten liegt. Das Gebiet beginnt eher in der geographischen Mitte und zieht sich nach Süden und Südosten hin.